# جايسون داي (مقاتل)
جايسون داي هو فنان قتال مختلط كندي، ولد في 18 مارس 1979 في ليثبريدج في كندا.

## وصلات خارجية
- جايسون داي على موقع يو إف سي (الإنجليزية)
- جايسون داي على موقع شيردوغ (الإنجليزية)
- جايسون داي على موقع IMDb (الإنجليزية)
- جايسون داي على موقع قاعدة بيانات الفيلم (الإنجليزية)